# Вишневский, Анатолий Григорьевич
Анато́лий Григо́рьевич Вишне́вский (1 апреля 1935, Харьков, УССР — 15 января 2021, Москва, Россия) — советский и российский демограф и экономист. Директор Института демографии Высшей школы экономики в 2007—2021 годах. Получил также известность как писатель и историк литературы Русского Зарубежья. Доктор экономических наук, профессор.

## Биография
В начале Великой Отечественной войны был эвакуирован в Новосибирск с матерью, которая работала врачом в эвакогоспитале; в 1944 году семья возвратилась в Харьков. В 1958 году окончил экономический факультет Харьковского государственного университета по специальности «Статистика», откуда вышло также немало известных демографов — коллег, друзей и критиков А. Г. Вишневского — В. С. Стешенко, В. П. Пискунов, Л. В. Чуйко и другие.
Затем работал в Харьковском филиале института «Гипроград». В 1962—1966 годах учился в аспирантуре Научно-исследовательского и проектного института градостроительства Госстроя УССР (Киев). В 1967 году защитил в Институте экономики АН СССР в Москве кандидатскую диссертацию по теме «Городские агломерации и экономическое регулирование их роста (на примере Харьковской агломерации)», получив тем самым учёную степень кандидата экономических наук.
С 1966 по 1967 год работал главным экономистом в НИИ «Укргорстройпроект». С 1967 по 1970 год работал младшим научным сотрудником в Отделе демографии Института экономики АН УССР в Киеве, основанном академиком М. В. Птухой. В 1970—1971 годах был преподавателем кафедры статистики Харьковского института общественного питания. В 1971 году переехал в Москву и начал работать старшим научным сотрудником в отделе демографии НИИ по проектированию вычислительных центров и систем экономической информации (НИИ ЦСУ СССР), где оставался до 1984 года. 
В 1982 году защитил в Институте системных исследований АН СССР и ГКНТ докторскую диссертацию на тему «Социальное управление демографическими процессами», тем самым получив в 1983 году учёную степень доктора экономических наук.
В 1984—1987 годах работал научным сотрудником (сначала старшим, затем ведущим) Отдела демографии Института социологических исследований АН СССР. В 1987—1988 годах работал главным научным сотрудником в Комиссии по изучению производительных сил и природных ресурсов АН СССР.
В 1988 году организовал и возглавил коллектив, в дальнейшем получивший известность как Центр демографии и экологии человека. Руководил им до 2007 года. До 1991 года коллектив функционировал в виде Отдела демографии Института социально-экономических проблем народонаселения АН СССР и Госкомтруда СССР, Вишневский занимал должность заведующего этим отделом. Затем в 1991—1993 годах коллектив (уже под названием Центра демографии и экологии человека) входил в состав Института проблем занятости РАН и Министерства труда РФ, где Вишневский помимо руководства Центром одновременно был заместителем директора всего Института. С 1993 по 2007 год Вишневский продолжал быть руководителем Центра демографии и экологии человека, работавшего в тот период в составе Института народнохозяйственного прогнозирования РАН.
С 2007 года работал в Высшей школе экономики, где руководил Институтом демографии, преподавал такие курсы, как «Демографическая история и демографическая теория», «Демографическая политика», «Статистические и демографические методы анализа» и другие. С 2009 года был Ординарным профессором ВШЭ.
27 апреля 2010 года в Высшей школе экономики состоялась научная сессия, посвящённая 75-летию Анатолия Вишневского.
Автор более 300 публикаций. Главный редактор журнала «Демографическое обозрение» (с 2014). Главный редактор информационного бюллетеня «Население и общество», главный редактор электронного журнала «Демоскоп Weekly» (с 2001). Действительный член РАЕН с 1992 года.
Скончался 15 января 2021 года от коронавирусной инфекции COVID-19.

## Научная деятельность
Анатолий Вишневский является ярким представителем парадигмы «узкого понимания» предмета демографии.
Как демограф-теоретик, А. Г. Вишневский одним из первых в СССР и России развивал такие концепции, как «демографическая революция» (~ демографический переход) и «демографическая модернизация». Его книга «Демографическая революция» стала знаковым событием в жизни отечественной демографии 1970-х—1980-х годов, была с энтузиазмом принята молодым поколением демографов и широкой советской общественностью, но «не замечена» старшим поколением демографов, сделавших свою карьеру в условиях большевистского тоталитаризма и фактической изоляции от мировой демографии.
В рамках исследования цивилизационного явления, называемого «демографическим переходом» (синусоидное «затухание» рождаемости и смертности, переход в стадию нуль-роста), А. Г. Вишневский провёл ряд работ, последние из которых представлены в его книге «Демографическая модернизация России 1900—2000».
В рецензии на монографию «Демографическая революция» С. И. Пирожков, В. П. Пискунов и В. С. Стешенко писали, что работы Вишневского отличаются отсутствием научного снобизма, что автор умеет излагать сложные научные проблемы на уровне, доступном пониманию любого человека.

### Взгляды
Анатолий Вишневский считал невозможным поднять уровень рождаемости до уровня замещения поколений. Он утверждал, что рождаемость, недостаточная даже для элементарного воспроизводства населения, — это неизбежная норма для всех стран развитого мира, к которым, по его мнению, относится и Россия. Низкая рождаемость напрямую связана с особенностями развития этих стран: «Почти полная ликвидация детской смертности, эмансипация и самореализация женщины, растущие удельные инвестиции в детей, рост образования и пр.». По мнению Вишневского, ни в одной стране мира политика, направленная на увеличение рождаемости, не увенчалась успехом и в лучшем случае приводила лишь к временному увеличению, связанному со сдвигом «календаря рождений», когда люди просто заводили детей раньше, чем планировали, воспользовавшись удачными условиями. По мнению Вишневского, эффект этот недолговечен, так как, по его словам, представляет собой не увеличение среднего количества детей на женщину, а лишь более раннее появление одного и того же количества детей. К тому же, на его взгляд, с точки зрения рождаемости гораздо лучше, если семья чувствует, что она рожает не для государства, а для себя. Также Вишневский считает, что, когда государство идёт на меры по повышению рождаемости, это чревато вмешательством в личные дела семьи. Более того, сокращение рождаемости связано, во-первых, с тем, что в жизни женщины появилось что-то кроме семьи и детей, например, карьера, а во-вторых, с увеличением качественных вложений в ребёнка, когда в семье мало детей, но зато повышаются «удельные инвестиции» в ребёнка, в него больше вкладывается сил и средств, что улучшает его качество для общества.
Вишневский отмечал, что сокращение рождаемости в России и Западной Европе происходит на фоне демографического взрыва вообще в мире, что является, как считал Вишневский, явным признаком наличия у человечества механизмов саморегуляции своей численности. На его взгляд, даже если демографический взрыв прекратится к 2050 году, то до этого времени надо ещё дожить, а для этого прирост надо как-то компенсировать.
Так как повышение рождаемости бесперспективно, то остаётся только один выход и для России, и для развитого мира — контролируемый приток населения извне. Она, к тому же, позволит снизить демографическое давление на перенаселённом «Юге» и компенсирует убыль населения на «теряющем население Севере». В то же время Вишневский признаёт, что исходная цель приёма иммигрантов, являющихся дешёвой рабочей силой, — это «нажива предпринимателей».

### Критика
Методологические основания теоретических концепций А. Г. Вишневского подвергались критике с различных сторон. В частности, взгляды Вишневского критикуются представителями школы «широкого понимания предмета демографии»
Концепции Анатолия Вишневского также подвергается критике сторонников пронатализма. Один из них, А. И. Антонов, доктор философских наук, заведующий кафедрой социологии и демографии семьи МГУ, в статье, посвящённой Б. Ц. Урланису, высказал своё видение эволюции взглядов Вишневского:

К примеру, А. Г. Вишневский, идеолог «демографической модернизации», в 1982 г. видел в «новой мотивационной основе» рождаемости опору «непрерывного возобновления поколений», своего рода «вечный двигатель» социума (в СССР), предохраняющий от неожиданностей. Увы, спустя всего десять лет рождаемость (в России) упала намного ниже уровня простого воспроизводства, и фаталистам пришлось срочно обнародовать своё подспудное мальтузианство. «Прогрессивное» снижение рождаемости объявлялось «необратимым» и, более того, «благом» перед «угрозой» глобальной «перенаселённости».
— Анатолий Антонов. «Цезарь русской демографии»
Также у многих демографов и миграциологов вызывала вопрос позиция Вишневского по роли миграции в экономическом развитии РФ. Так, И. Н. Рубанов, кандидат географических наук, сотрудник Регионального центра мировой системы данных географического факультета МГУ, подвергает сомнению тезис Вишневского о том, что иммиграция способствует экономическому успеху.

## Историко-литературная деятельность
Помимо работ в сфере демографии и экономики, Анатолий Вишневский известен как автор документального романа-коллажа «Перехваченные письма», составленного из документов из архива семьи Татищевых и повествующего о судьбах представителей этой семьи и русского поэта Бориса Поплавского на широком фоне русской и европейской истории двадцатого века. По мнению ряда критиков, роман является одним из крупнейших событий русской литературы 2000-х годов.
Его роман «Жизнеописание Петра Степановича К.» был номинирован на премию «Русский Букер» в 2014 году.

## Награды и звания
- Медаль «В память 850-летия Москвы» (1997)
- Кавалер Ордена Академических пальм (2008)
- Заслуженный экономист Российской Федерации (2014)
- Премия Егора Гайдара за 2015 год «За выдающийся вклад в области экономики» (2015)[26]
- Нагрудный знак «За вклад в развитие государственной статистики» (2017)

## Память
В 2021 году снял документальный фильм «Человек из третьего миллиарда», посвященный биографии А. Г. Вишневского.
В 2021 году Институту демографии НИУ ВШЭ присвоено имя А. Г. Вишневского.
В ноябре 2021 года проведены первые Демографические чтения памяти А. Г. Вишневского.
В 2022 году НИУ ВШЭ учредила премию имени А. Г. Вишневского молодым учёным за исследовательские работы в области демографии.

## Основные работы
Монографии
- Демографическая революция. М., 1976
- Мировой демографический взрыв и его проблемы. М., 1978.
- Воспроизводство населения и общество. История, современность, взгляд в будущее. М., 1982
- Серп и рубль: Консервативная модернизация в СССР. М.: ГУ-ВШЭ, 2-е изд., 2010
- Перспективы развития России: роль демографического фактора (в соавторстве с Е. М. Андреевым и А. И. Трейвишем). Институт экономики переходного периода, Научные труды № 53Р. М., 2003.
- Перспективы миграции и этнического развития России и их учёт при разработке стратегических направлений развития страны на длительную перспективу. М., 2003.
- Русский или прусский? Размышления переходного времени. — Изд. дом ГУ-ВШЭ, 2005. — 384 с. — ISBN 5-7598-0305-0
- Российская модернизация: Размышления о самобытности. — М.: Три квадрата, 2008. — 416 с. (статья в коллективной монографии)
- Демографическая модернизация России. 1900-2000 / Под ред. А. Г. Вишневского. — М.: Новое издательство, 2006. — 608 с. — (Новая история). — ISBN 5-98379-042-0.

Статьи
- Демографические изменения и национализм. // Социологический журнал, № 1,1994
- Трудное возрождение демографии (недоступная ссылка). // Социологический журнал, № 1-2, 1996

Романы
- Перехваченные письма: Роман-коллаж. — М.: О. Г. И., 2001; 2-е расширенное издание: М.: О. Г. И., 2008.
- Жизнеописание Петра Степановича К. — М. : Знак, 2013. — 351 с. ISBN 978-5-87789-065-7